# Ernst Schomer
Ernst Schomer (né le 26 mars 1915 à Wiesbaden, mort le 1er mai 2005 à Minden) est un chef décorateur allemand.

## Biographie
Schomer est rédigé après l'abitur à Blankenburg dans le Harz pour le service du travail puis est pendant la Seconde Guerre mondiale dans la Wehrmacht en tant que pilote de chasse de Stuka en Union soviétique. En 1945, il est prisonnier de guerre pendant un an. Il est alors accessoiriste du théâtre du camp. Dans les premières années d'après-guerre, il commence à peindre à nouveau et à exposer ; il gagne sa vie comme illustrateur de livres.
En 1953, Ernst Schomer fait connaissance avec le film de divertissement ouest-allemand. Il commence sa carrière à côté d'Alfred Bütow (de). En 1968, Schomer conçoit, principalement en collaboration avec des collègues, les toiles de fond d'une série de productions de longs métrages avec un budget important ; au début des années 60, il s'agit principalement de Hans-Jürgen Kiebach. Après son travail le plus significatif et le plus somptueux, les décorations de l'épopée romaine monumentale de Robert Siodmak, Pour la conquête de Rome, Ernst Schomer prend sa retraite du cinéma en 1969.
Les années suivantes jusqu'à sa retraite en 1981, il est professeur d'art au Städtische Gymnasium Barntrup. Dans les dernières années de sa vie, Schomer est peintre : en 2003, il entame un grand tableau représentant Frédéric le Grand s'adressant à ses généraux lors de la bataille de Leuthen.
Pendant quelque temps souffrant d'arythmies cardiaques, Schomer fait en mars 2005 un accident vasculaire cérébral sévère et meurt quelques semaines plus tard.

## Filmographie
- 1953 : Lilas blancs (Quand refleuriront les lilas blancs)
- 1953 : Le Chemin sans retour
- 1953 : Staatsanwältin Corda
- 1954 : Double destin
- 1954 : Ball der Nationen
- 1955 : L'Affaire baby (en)
- 1955 : Der Major und die Stiere
- 1956 : Le Pantalon volé
- 1956 : Ohne Dich wird es Nacht
- 1956 : Anastasia, la dernière fille du tsar
- 1956 : Wie ein Sturmwind
- 1958 : La Fille aux yeux de chat
- 1959 : Zweimal Adam, einmal Eva
- 1959 : Und das am Montagmorgen
- 1961 : Le Miracle du père Malachias
- 1962 : Liebe will gelernt sein (de)
- 1963 : Der Fluch der gelben Schlange (de)
- 1963 : Le Bourreau de Londres
- 1963 : Frühstück im Doppelbett
- 1964 : Das Phantom von Soho (de)
- 1964 : Das Ungeheuer von London-City
- 1964 : Das siebente Opfer (de)
- 1965 : Mission dangereuse au Kurdistan (Durchs wilde Kurdistan) de  Franz Josef Gottlieb
- 1965 : Mordnacht in Manhattan (de)
- 1965 : Au royaume des lions d'argent (Im Reiche des silbernen Löwen)
- 1966 : Les Corrompus
- 1966 : L'Espion
- 1968 : Pour la conquête de Rome I
- 1969 : Pour la conquête de Rome II

## Crédit d'auteurs
- (de) Cet article est partiellement ou en totalité issu de l’article de Wikipédia en allemand intitulé « Ernst Schomer » (voir la liste des auteurs).